# Chrysobothris femorata
Chrysobothris femorata es una especie de escarabajo del género Chrysobothris, familia Buprestidae. Fue descrita científicamente por Olivier en 1790.
Se encuentra en América del Norte y Central.